# フランソワ・デブリクス
フランソワ・デブリクス（英語: Francois Debrix, 1968年 - ）は、フランス出身の国際政治学者。フロリダ国際大学国際関係学部助教授。
アメリカ合衆国・パデュー大学大学院で、シンシア・ウェーバーに師事し、博士号取得。
フーコーやデリダの思想に依拠したポスト構造主義的分析で、既存の国際関係論を批判的に考察している。

## 著書

### 単著
- Re-envisioning Peacekeeping: the United Nations and the Mobilization of Ideology, (University of Minnesota Press, 1999).
- Tabloid Terror: War, Culture and Geopolitics, (Routledge, 2007).

### 編著
- Language, Agency, and Politics in a Constructed World, (M. E. Sharpe, 2003).

### 共編著
- Rituals of Mediation: International Politics and Social Meaning, co-edited with Cynthia Weber (University of Minnesota Press, 2003).
- The Geopolitics of American Insecurity: Terror, Power and Foreign Policy, co-edited with Mark J. Lacy, (Routledge, 2008).

### 論文
- "Nothing to Fear but Fear: Governmentality and the Biopolitical Production of Terror," International Political Sociology, 4(3), 2009.

## 邦訳論文
- 「政治としての亡霊性――デリダとマルクスの復活」『情況』9巻9号（1998年）
- 「サイバーテロリズム、インターネットの不安、恐怖の蔓延――情報時代における国家安全保障の理論化」『アソシエ』6号（2001年）
- 「国内戦線での戦争――イメージ、常にイメージ！」『情況』3巻2号（2002年）
- 「予告されたテロの記録」『情況』4巻7号（2003年）
- 「戦争をめぐる言説、テロの地理学――アメリカの国策インテリが、いかに平和を不可能としているか」『アソシエ』14号（2004年）